# Felix Menzel
Felix Menzel, född 8 oktober 1985 i Karl-Marx-Stadt, är en tysk publicist, politisk aktivist och karateka. Han är grundare, utgivare och chefredaktör för ungdomstidningen Blaue Narzisse. Han räknas som en företrädare för den nya högern och som en nyckelfigur inom den högerextrema identitära rörelsen i Tyskland.